# Dome S101

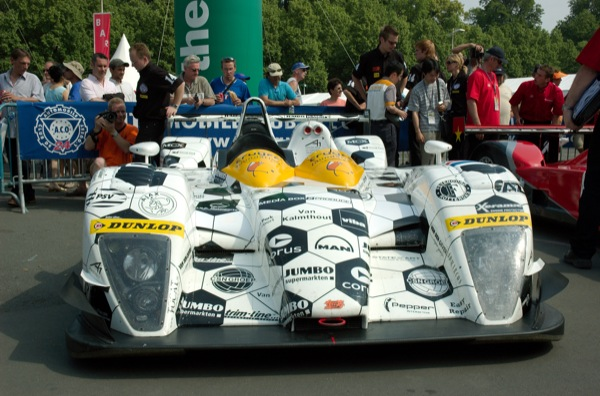
Der Dome S101HB des Racing-for-Holland-Teams aus dem Jahre 2006

Der Dome S101 war ein Sportwagen-Prototyp, der von 2001 bis 2007 bei Sportwagenrennen eingesetzt wurde.

## Entwicklungsgeschichte und Technik
2001 kam Dome mit einem völlig neuen Sportprototypen zum 24-Stunden-Rennen von Le Mans. Das Fahrzeugkonzept des Rennwagens, dessen Chassis aus Aluminium und kohlenstofffaserverstärktem Kunststoff bestand, war so ausgelegt, dass unterschiedliche Motoren verwendet werden konnten. Ein besonderes Designmerkmal des Wagens war das zentrale montierte Frontlicht. 

## Renngeschichte
Den ersten Einsatz mit dem S101 bestritt der Niederländer Jan Lammers, der das Langstreckenrennen als Fahrer 1988 gewonnen hatte und den Dome für sein eigenes Rennteam – Racing for Holland – professionell vorbereitet hatte. Ein zweiter Wagen wurde an ein dänisches Rennteam abgegeben bei dem John Nielsen und Hiroki Katō unter Vertrag waren. Lammers, der sich als Fünfter qualifiziert hatte, lag im Rennen kurzfristig sogar in Führung, aber sowohl der Racing-for-Holland-S101 als auch das Nielsen-Auto fielen durch Motorschäden am Judd-V10-Motor aus.
Das Team von Jan Lammers vertraute bis 2007 in Le Mans auf den S101, der immer weiterentwickelt wurde. Das beste Ergebnis fuhr das Team 2003 mit dem sechsten Gesamtrang ein. 
2005 baute Dome eine Hybrid-Version des S101 und konnte dabei eine Reglement-Änderung nutzen. Das Chassis entsprach nach wie vor den alten LMP-900-Regularien die Aerodynamik jedoch einem LMP1-Fahrzeug. Sein Debüt gab der S101HB beim 1000-km-Rennen von Spa-Francorchamps im selben Jahr für das Jim Ganier Racing Team. Angetrieben von einem Mugen-V8-Motor kam der Wagen an vierte Stelle im Gesamtklassement. In Le Mans fiel das Fahrzeug, mit drei japanischen Piloten am Steuer, nach einem technischen Defekt aus.
Die letzten Einsätze hatten die S101 2007, allerdings waren die Fahrzeuge von ihrer Basiskonzeption bereits sechs Jahre alt und nicht mehr voll konkurrenzfähig.